# トヨタ・スポーツバン
スポーツバン（SportsVan、SPORTSVAN）は、トヨタ自動車が製造・販売していたミニバンである。